# Le spigolatrici (Millet)
Le spigolatrici (in francese: Des glaneuses) è un dipinto ad olio su tela (83,5x111 cm) del pittore francese Jean-François Millet, realizzato nel 1857 e conservato al Musée d'Orsay di Parigi.
Il dipinto ritrae in primo piano tre donne, curve nei campi, che raccolgono le spighe sfuggite alla mietitura, mentre alle loro spalle la luce del Sole illumina il campo, dove c'è una piccola fattoria. 

## Storia del dipinto

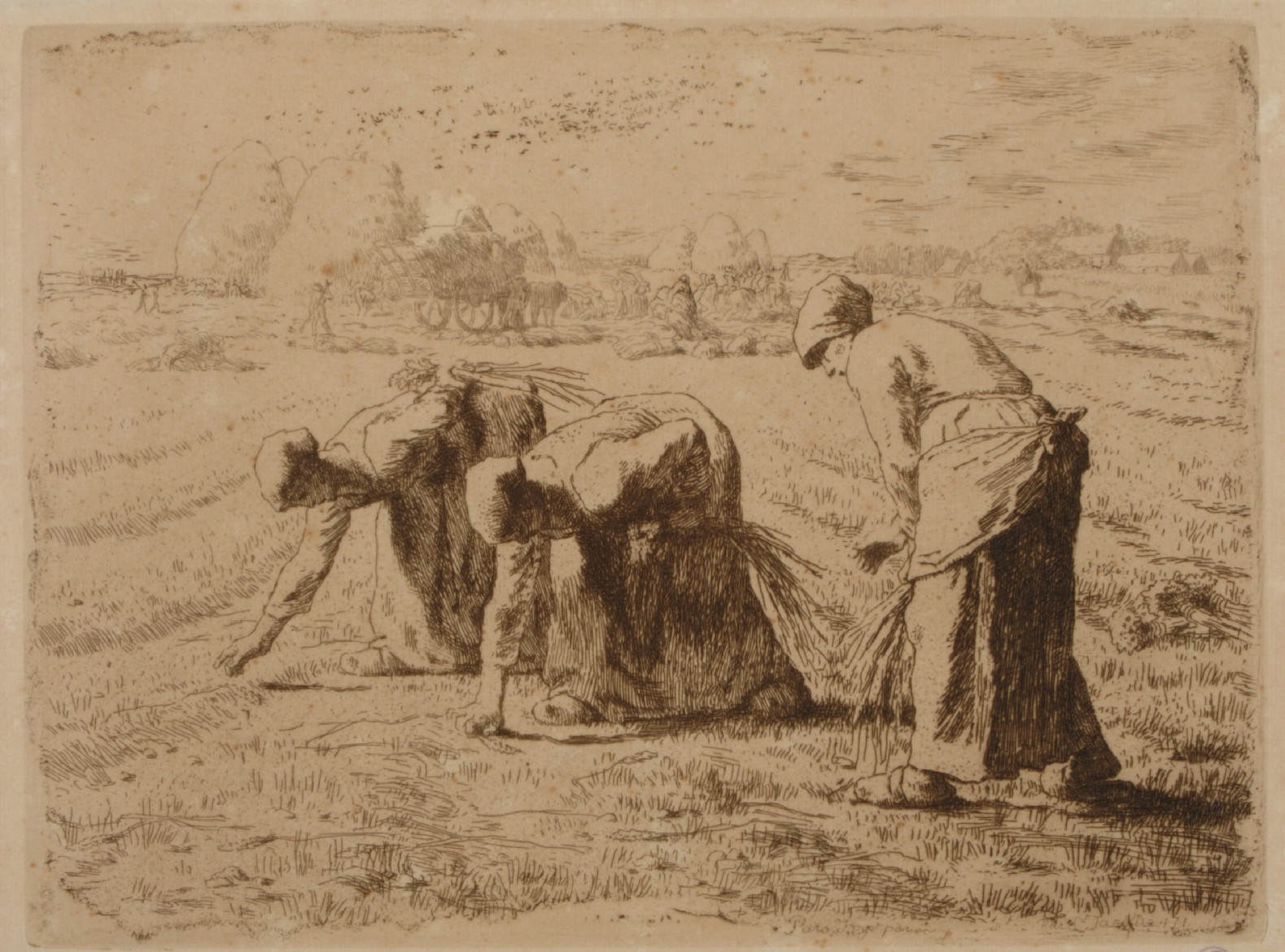
Un'acquaforte tratta da Le spigolatrici dallo stesso Millet (post 1857)

Il mondo rurale è da sempre stato uno dei temi più amati da Jean-François Millet, pittore impegnato socialmente, che nel 1857 lo traspose su pittura in un'opera intitolata appunto Des glaneuses dit aussi Les glaneuses ['Alcune spigolatrici' detto anche 'Le spigolatrici']. Il dipinto fu presentato al Salon di Parigi dello stesso anno, dove diede scandalo e suscitò l'animosità dell'Ottocento borghese che, essendo ricco, mal gradiva la rappresentazione della povertà che era, indirettamente, un atto di accusa nei loro confronti. Ad essere accusate, oltre al contenuto spiccatamente polemico, furono anche l'audacia di Millet, che per raffigurare una scena contadina si servì di dimensioni in genere riservate alla pittura storica, e l'aspetto dimesso delle tre spigolatrici, che valse al dipinto lo sprezzante appellativo de «le tre grazie dei poveri».
Dopo il Salon, Millet vendette l'opera al misero prezzo di tremila franchi (ben al di sotto del costo minimo di quattromila franchi da lui imposto) al signor Binder, di nazionalità inglese. Se, insomma, il quadro inizialmente non fu affatto apprezzato, dopo la morte dell'artista iniziò ad acquistare crescente notorietà: nel 1889 fu battuto all'asta per la somma di trecentomila franchi, e nel 1914 addirittura diventò un simbolo del patriottismo francese, venendo riprodotto in volantini a scopo di propaganda per l'arruolamento per la prima guerra mondiale. Altrettanto notevole fu il retaggio dell'opera, che influenzò artisti come Pissarro, Renoir, Seurat, e van Gogh.
Dopo esser stato donato al musée du Louvre da Jeanne-Alexandrine Pommery, il dipinto venne trasferito al musée d'Orsay, dove è tuttora esposto.

## Descrizione

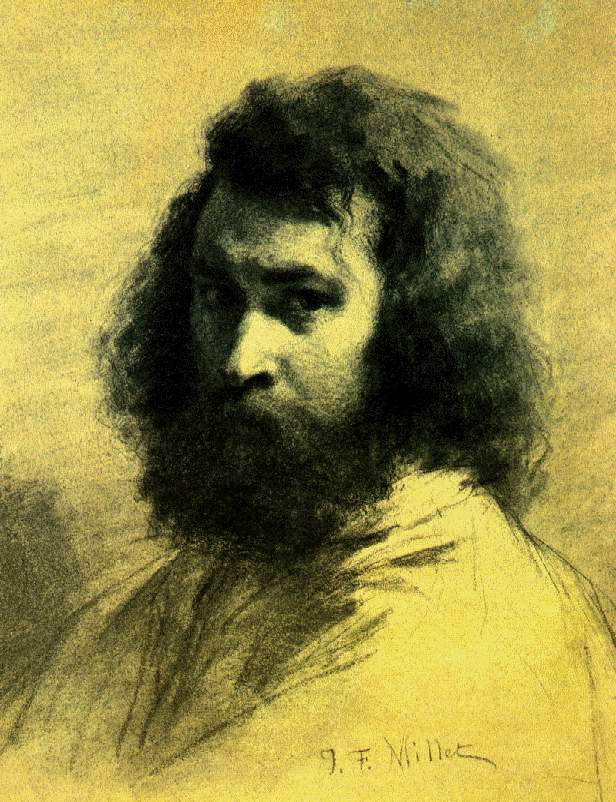
Autoritratto di Jean-François Millet, autore de Le spigolatrici

Le spigolatrici, con l'immediatezza di un'istantanea fotografica, raffigura tre contadine chine a terra e con la schiena ricurva intente a raccogliere le spighe di grano disperse nei campi dopo la mietitura; le donne sono poste in modo tale da riprodurre i movimenti imposti dalla spigolatura, ovvero il chinarsi, il raccoglimento delle spighe e il rialzarsi. L'occhio indagatore di Millet analizza fino in fondo le tre figure, mettendone a nudo ogni dettaglio: pur nascondendone i visi, infatti, ne mette in rilievo i lineamenti grossolani, le mani arrossate e gonfie per la durezza del lavoro, gli abiti frusti, la pelle ustionata dal sole cocente alle loro spalle. Le spigolatrici, pur essendo indubbiamente di bassa estrazione sociale, non sono però prive di dignità: l'opera, infatti, è permeata da un respiro epico che si manifesta nel loro gesto immobilizzato e nella loro plastica monumentalità.
Le donne, in questo modo, indicano il simbolo del proletariato rurale, la cui sussistenza era legata proprio a questo tipo di sostegni comunitari, quali l'autorizzazione a spigolare per i campi. Il raccolto poverissimo delle tre contadine ed il loro atteggiamento sottomesso si contrappongono alla moltitudine di fasci e covoni alle loro spalle ed al clima frenetico e festoso che anima l'apposito gruppo di mietitori; in lontananza, isolato dagli altri assembramenti, si scorge anche un uomo a cavallo, che probabilmente sovrintende sia gli operai addetti alla mietitura che le spigolatrici, vigilando affinché quest'ultime svolgano regolarmente il loro lavoro. L'uomo a cavallo è anche un emblema delle disparità sociali che intercorrono tra i diversi gruppi di lavoratori, tutti alle dipendenze (più o meno indirettamente) del proprietario-latifondista di queste terre, del quale egli è l'emanazione.
Al margine dell'opera, in alto a destra, uno stormo di uccelli si libra lontanissimo in cielo, portando avanti quei valori di libertà e speranza che sembrano essere contestati alle tre spigolatrici, indissolubilmente legate alla dimensione terrena.